# 酒井忠良 (伯爵)
酒井 忠良（さかい ただなが、1888年9月22日 - 1962年2月12日）は、日本の華族、詩人、歌人、書家。位階爵位は正三位伯爵。財団法人致道博物館の創設者。

## 人物
庄内藩11代藩主だった華族の酒井忠篤伯爵の次男で、最後の藩主酒井忠宝（忠篤の弟）の養子にあたる。幼名・小五郎。大正4年に忠篤の死去で酒井佐衛門尉家20代当主となるとともに、2代伯爵位を襲爵した。富裕な華族で、山形県の多額納税者だった。
1947年（昭和22年）8月15日、昭和天皇が戦後巡幸された際には、鶴岡市内の邸宅が御泊所となった。
1950年、地域振興のため所有する庄内藩主御隠殿及び藩校致道館資料を財団法人以文会（現：致道博物館）を設立の上で寄付。財団顧問に就任した。また鶴ヶ岡城の百間堀跡の広大な敷地を鶴岡市に寄付した。市はその敷地に鶴岡市野球場を整備するなどした。
詩、歌、書を愛し、また磯釣りを好んだ人物として知られ、大岩川村堂岩で二尺六寸二分の赤鯛を釣り上げた際には、長男の酒井忠明の手によって魚拓とされ、致道博物館において展示されている。

## 栄典
- 1916年（大正5年）2月21日 - 正五位[6]
- 1921年（大正10年）2月28日 - 従四位[7]

## 家族
父は酒井忠篤。妹の米子は子爵大給近孝の妻。近孝の妹・万千子を妻とし、子に酒井忠明、酒井忠治、喜代子（西尾乘光の妻）、和子（大村純顕の孫・男爵大村純之の妻）、千鶴子（酒井忠康の妻）がいる。

## 略歴
- 1888年（明治21年）9月22日 - 庄内藩11代藩主・酒井忠篤の次男として生まれる。母は徳川慶頼三女・鎮。
- 1908年（明治41年）10月8日 - 忠良と改名[1]。
- 1915年（大正4年） 
  - 旧庄内藩主 酒井家20代当主となる。
  - 6月30日 - 爵位を襲爵し伯爵となる。
- 1940年（昭和15年）9月10日 - 大岩川村堂岩で二尺六寸二分の赤鯛を釣る。
- 1942年（昭和17年）4月15日 - 正三位 叙位。
- 1947年（昭和22年） - 華族制度廃止で爵位を失効する。
- 1950年（昭和25年）6月 - (財)以文会（現：致道博物館）を設立し、同顧問就任。
- 1962年（昭和37年）2月12日 - 死去。享年74。

## 刊行物
- 「垂釣筌」